# Espace public numérique
 (octobre 2014).
Si vous disposez d'ouvrages ou d'articles de référence ou si vous connaissez des sites web de qualité traitant du thème abordé ici, merci de compléter l'article en donnant les références utiles à sa vérifiabilité et en les liant à la section « Notes et références ».
Pour les articles homonymes, voir EPN.
Destiné à l'accompagnement de tous les publics aux usages numériques, un espace public numérique (EPN) propose des activités d'initiation ou de perfectionnement variées et encadrées, par le biais d’ateliers collectifs, mais également dans le cadre de médiations individuelles et de plages réservées à la libre consultation.
En France, plusieurs dispositifs existent au niveau national :
- les Espaces Culture Multimédia - ECM (1998)
- les Point Cyb – espace jeune numérique, créés en 2000 par le ministère chargé de la jeunesse au sein du réseau Information-Jeunesse.
- les Espaces Cyber-base, déployés à partir de 2001 dans le cadre d'un programme de la Caisse des dépôts [2014 : la CDC annonce l'arrêt de son accompagnement pour fin 2014[3]]

## Définition
Ces dispositifs nationaux s’interpénètrent souvent au niveau local avec les initiatives des collectivités territoriales. La plupart des collectivités ont mis en place des espaces publics multimédias qui maillent le territoire. Ces actions locales participent à la réduction des inégalités géographiques, culturelles, sociales, économiques… entre les publics présents sur un même territoire.
Le développement des lieux d’accès public à l’internet, qui offrent, outre l’accès au réseau à ceux qui n’en disposent pas, initiation et approfondissement à ceux qui sont désireux de se familiariser avec ces nouvelles technologies, constitue en effet un moyen efficace pour lutter contre la fracture numérique. Il contribue également à promouvoir les usages et à faciliter la découverte au plus grand nombre de l’accès aux TIC et aux principaux usages de l’internet.

## En France
Plus de 4 500 lieux publics d’accès à l’internet sont ouverts en France, dans lesquels un ou plusieurs animateurs multimédia (appelés aussi médiateurs numériques) accompagnent, initient, aident chacun à maîtriser et bien utiliser ces outils et services offerts par Internet et plus largement par les Technologies de l’Information et de la Communication (TIC). Certains de ces espaces sont  « généralistes », d’autres  « spécialisés » (vidéo et photo numériques, accompagnement dans la recherche d’emploi, lutte contre l’exclusion, l’illettrisme, etc.).
Les espaces publics numériques se sont développés à partir de la fin des années 1990 de multiples façons : certains grâce à un programme national, impulsé par un ministère ou un organisme public, d’autres dans le cadre de programmes régionaux, départementaux, de villes ou de syndicats de communes qui s’associent parfois à d’autres programmes plus axés sur la formation professionnelle et l’auto-formation. D’autres enfin sont issus d’initiatives associatives locales. L’ensemble forme une carte diversifiée de lieux d’accès, d’accompagnement et de formation aux services numériques, souvent regroupés en réseaux autour de centres de ressources.

## Dans le monde

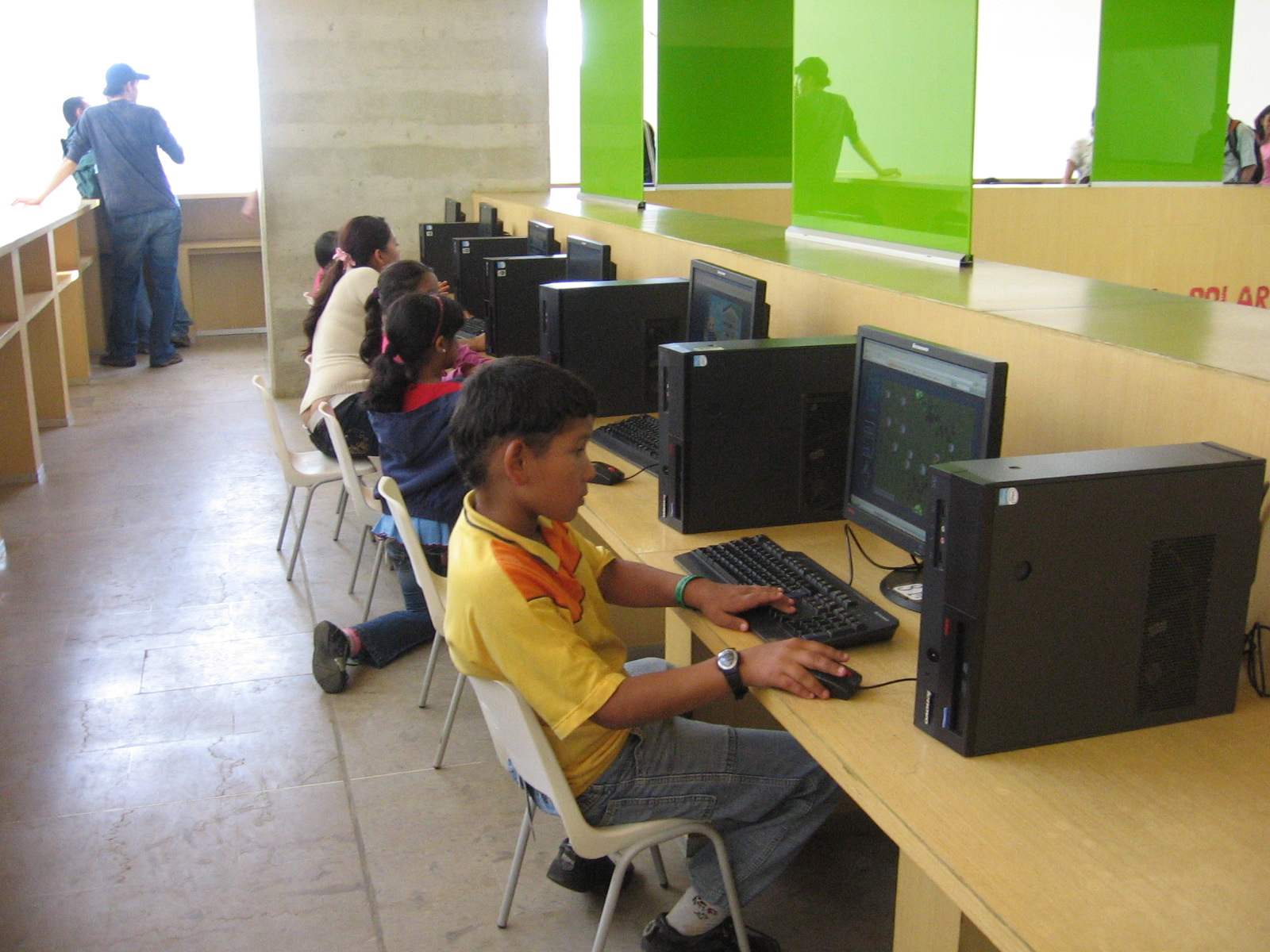
Enfants dans la salle d’ordinateur de la médiathèque de Plaza España à Barrio Santo Domingo Savio, Nord-Est de Medellín, Colombie.

En Belgique, les communautés locales ont mis en place plus de 150 espaces publics numériques en Wallonie. Ces espaces offrent un apprentissage à l'informatique et à la culture numérique sous une forme conviviale et responsable.